# Смоленка (Минская область)
Смоленка (бел. Смоленка) — деревня в Червенском районе Минской области. Входит в состав Смиловичского сельсовета.

## Географическое положение
Находится примерно в 28 километрах к западу от райцентра, в 40 км от Минска, в 20 км от железнодорожной станции Руденск линии Минск-Осиповичи.

## Геология
Вблизи деревни расположено Смоленское месторождение строительных песков.

## История
Впервые упоминается в XVIII веке. На 1800 год деревня в составе Игуменского уезда Минской губернии, насчитывавшая 3 двора, где проживали 55 человек, и принадлежавшая судье С. Монюшко. В середине XIX века относилась к имению рода Монюшко Смиловичи. На 1848 год здесь было 10 дворов. Согласно переписи населения Российской империи 1897 года входила в состав Смиловичской волости и насчитывала 28 дворов, где проживали 250 человек. На начало XX века здесь было 42 двора и 284 жителя, на 1910 год функционировала расположенная в частном доме церковно-приходская школа, где было 17 учеников. На 1917 год население осталось прежним. С февраля по декабрь 1918 года деревня была оккупирована немецкими войсками, с августа 1919 по июль 1920 — польскими. 20 августа 1924 года деревня вошла в состав вновь образованного Валевачёвского сельсовета Смиловичского района Минского округа (с 20 февраля 1938 — Минской области). Согласно Переписи населения СССР 1926 года в деревне было 52 двора, проживал 251 человек. На 1940 год 50 дворов, 170 жителей. Во время Великой Отечественной войны деревня была оккупирована немцами в начале июля 1941 года. 20 марта 1944 года партизаны 1-й Минской бригады разгромили отряд фашистов, оккупировавший Смоленку и осуществлявший насильственный вывоз её жителей в Германию. В отместку за это немцы сожгли деревню и убили 28 её жителей. Ещё 36 сельчан погибли на фронте. Освобождена в начале июля 1944 года. На 1960 год в составе Клинокского сельсовета Червенского района, тогда там насчитывалось 214 жителей. В 1980-е годы деревня была производственной базой Смиловичского совхоза-техникума, тогда там был магазин. По итогам переписи населения Белоруссии 1997 года в деревне насчитывалось 35 жилых домов и 55 жителей. 30 октября 2009 года передана в Смиловичский сельсовет. На 2013 год 17 жилых домов, 27 постоянный жителей.

## Население
- 1800 — 3 двора, 55 жителей
- 1844 — 10 дворов
- 1897 — 28 дворов, 250 жителей
- начало XX века —  42 двора, 284 жителя
- 1917 — 42 двора, 284 жителя
- 1926 — 52 двора, 251 житель
- 1940 — 50 дворов, 170 жителей
- 1960 — 214 жителей
- 1997 — 35 дворов, 55 жителей
- 2013 — 17 дворов, 27 жителей